# Nationalpark Sierra de Guadarrama
Der Nationalpark Sierra de Guadarrama, auf Spanisch Parque Nacional de la Sierra de Guadarrama, schützt eine Fläche von 33.960 ha der Sierra de Guadarrama im Iberischen Scheidegebirge. Ein Anteil von 21.714 ha gehört zur Autonomen Gemeinschaft Madrid, weitere 12.246 ha liegen in Kastilien und León. Der Park ist der 15. Nationalpark Spaniens und der fünftgrößte seiner Art.
Bereits 1920 schlug die Sociedad de Alpinismo Peñalara vor, einen Nationalpark in der Sierra de Guadarrama einzurichten. Der Vorschlag hatte damals keinen Erfolg, erst Anfang der 2000er Jahre wurde er von der Autonomen Gemeinschaft Madrid (Comunidad de Madrid) wieder aufgenommen. Der Nationalpark wurde schließlich im Juni 2013 eingerichtet.

## Herkunft des Namens
Der Nationalpark erhält seinen Namen vom Río Guadarrama und der Gemeinde Guadarrama. Beide befinden sich im Innern der Sierra de Guadarrama. Das Wort Guadarrama kommt vom arabischen وادي الرّمل / Wādī ar-raml, was ‚Fluss mit Sandflächen‘ bedeutet und sich auf den Río Guadarrama bezieht. Das Wort Wād bedeutet ‚Fluss‘, der zweite Teil raml ‚Sand‘. Nach einer Volksetymologie verballhornten die Araber die zuvor existierende lateinische Bezeichnung Aquae dirrama (Wasserscheide) als guaderrama. Das Gebirge ist die Hauptwasserscheide zwischen den Einzugsgebieten des Tajo im Süden und des Duero im Norden.

## Geschichte des Nationalparks

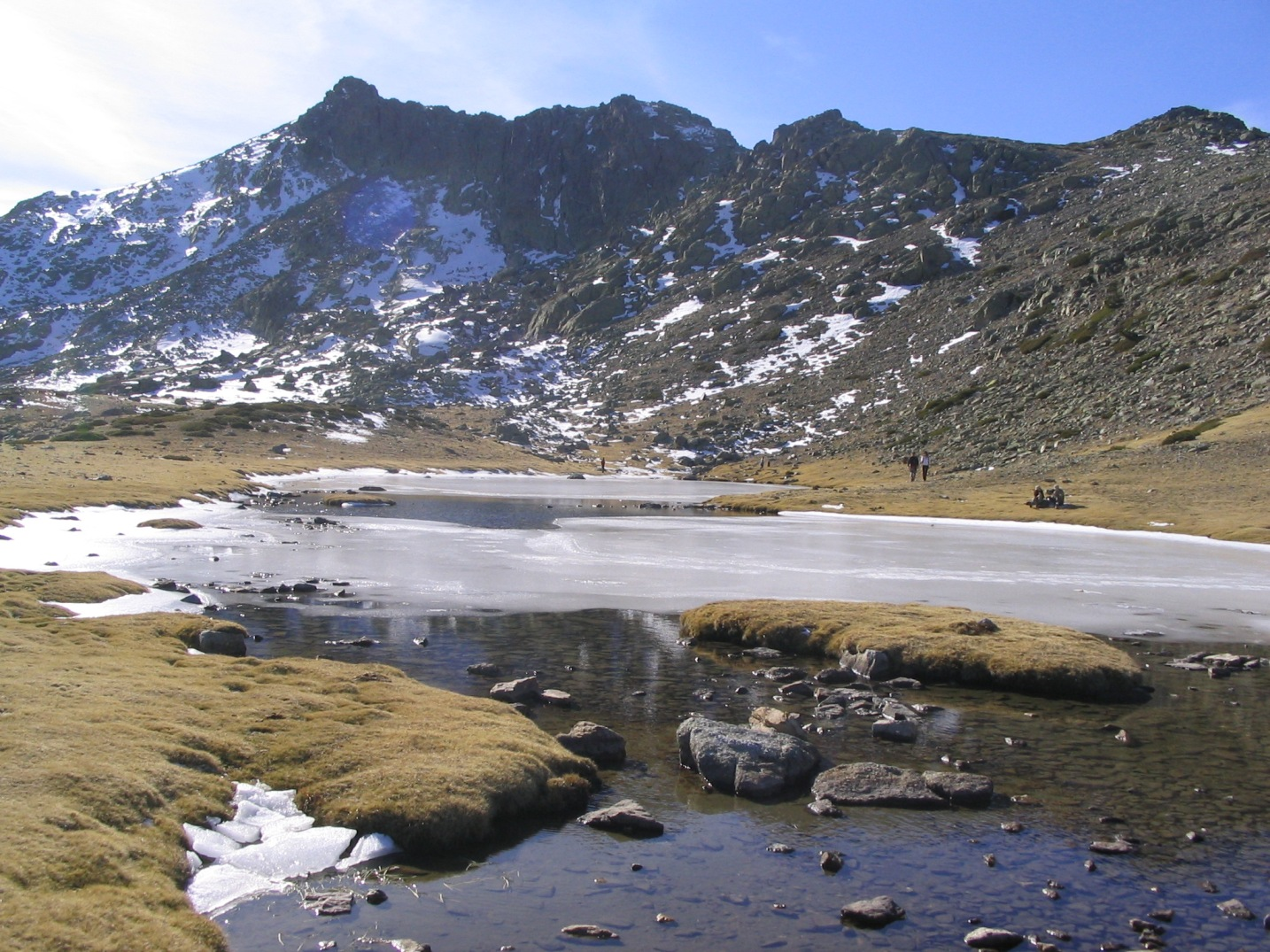
Laguna de los Pájaros dahinter der Risco de los Claveles

Aufgrund der Nähe zu Madrid war die Sierra de Guadarrama der Ort, an dem in Spanien das Interesse an der Natur erwachte. Die Institución Libre de Enseñanza, eine private hochschulähnliche Einrichtung, die die Ideen des Krausismo propagierte, hatte zu Beginn des 20. Jahrhunderts in dieser Hinsicht besonderen Einfluss. Sie regte zahlreiche Gesellschaften, Gruppen und Zeitschriften an, die die Natur und insbesondere das Gebirge priesen. Auf dem Höhepunkt dieser Naturbegeisterung begann die Diskussion um die Einrichtung eines Nationalparks Guadarrama. Das Projekt wurde wegen der politischen Umwälzungen der Zweiten Spanischen Republik aufgegeben und während der Zeit des Franquismo nicht wieder aufgenommen. Zu Beginn der ersten Dekade des 21. Jahrhunderts belebte die Regierung der Comunidad de Madrid unter Präsident Alberto Ruiz-Gallardón und mit Pedro Calvo als Umweltminister das alte Projekt neu. Danach waren die Verwaltungen der Autonomen Gemeinschaften Madrid und Kastilien und León damit befasst, Grenzen und Ausgestaltung des neuen Nationalparks festzulegen. Am 8. Februar 2006 stellte die Präsidentin der Comunidad de Madrid, Esperanza Aguirre, im Naturpark Peñalara den Stand des Projekts vor.
Am 7. November 2006 nahm die Asamblea de Madrid, das Parlament der Autonomen Gemeinschaft Madrid, mit den Stimmen der Volkspartei und gegen den Widerstand der Sozialistischen Arbeiterpartei und der Vereinigten Linken den mit PORN abgekürzten Plan zur Ordnung der Natürlichen Ressourcen in der Sierra de Guadarrama an (Plan de Ordenación de los Recursos Naturales de la Sierra de Guadarrama). Die Gegenstimmen wurden damit begründet, dass durch den Plan der bestehende Schutz des Gebiets als Naturpark nicht verbessert, sondern verringert würde. Beispielsweise könnten in Zukunft Dehesas und Weiden zu Bauland erklärt und weitere Skigebiete eingerichtet werden. Der Text sollte von der Zentralregierung abschließend bearbeitet werden.
Die Einrichtung des Nationalparks Sierra de Guadarrama wurde am 13. Juni 2013 im Congreso de los Diputados mit den Stimmen der Volkspartei beschlossen, während sich die Oppositionsparteien enthielten oder dagegenstimmten. Das Gesetz wurde am 26. Juni 2013 im Boletín Oficial del Estado veröffentlicht und trat am Folgetag in Kraft.

## Verwaltung des Parks
Das Gesetz 41/1997, mit dem 1997 das Gesetz 4/1989 teilweise geändert wurde, regelt die Verteilung der Aufgaben und Verantwortlichkeiten für die spanischen Nationalparks. Auf den Nationalpark Guadarrama ist dieses Gesetz ohne nennenswerte Anpassungen anzuwenden. Die Autonome Körperschaft der Nationalparks (Organismo Autónomo Parques Nacionales), die dem Umweltministerium untersteht, wird damit betraut werden, die wirtschaftlichen und funktionellen Angelegenheiten des Parks zu regeln. Die Autonomen Regionen Madrid und Kastilien-León stellen das Personal für den Betrieb des Schutzgebiets. Die Details des Nationalpark-Betriebs werden in den Cortes Generales diskutiert und beschlossen werden, nachdem die Regierung von Kastilien-León ihre Planungen abgeschlossen hat. Im Nationalparkgesetz von 2007 ist festgelegt, dass die Autonomen Gemeinschaften für den Betrieb und die Finanzierung der Nationalparks zuständig sind.

## Geographie

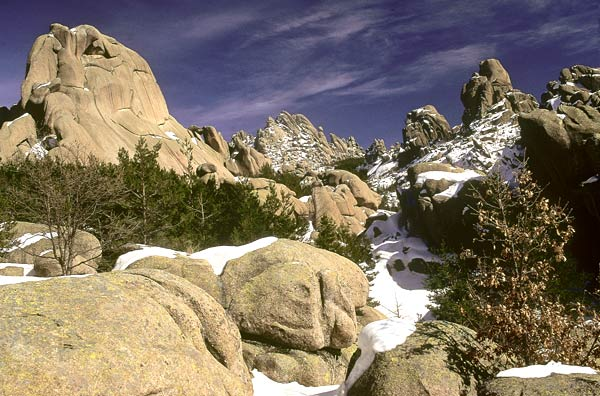
Eigenwillig geformte Granitfelsen in La Pedriza

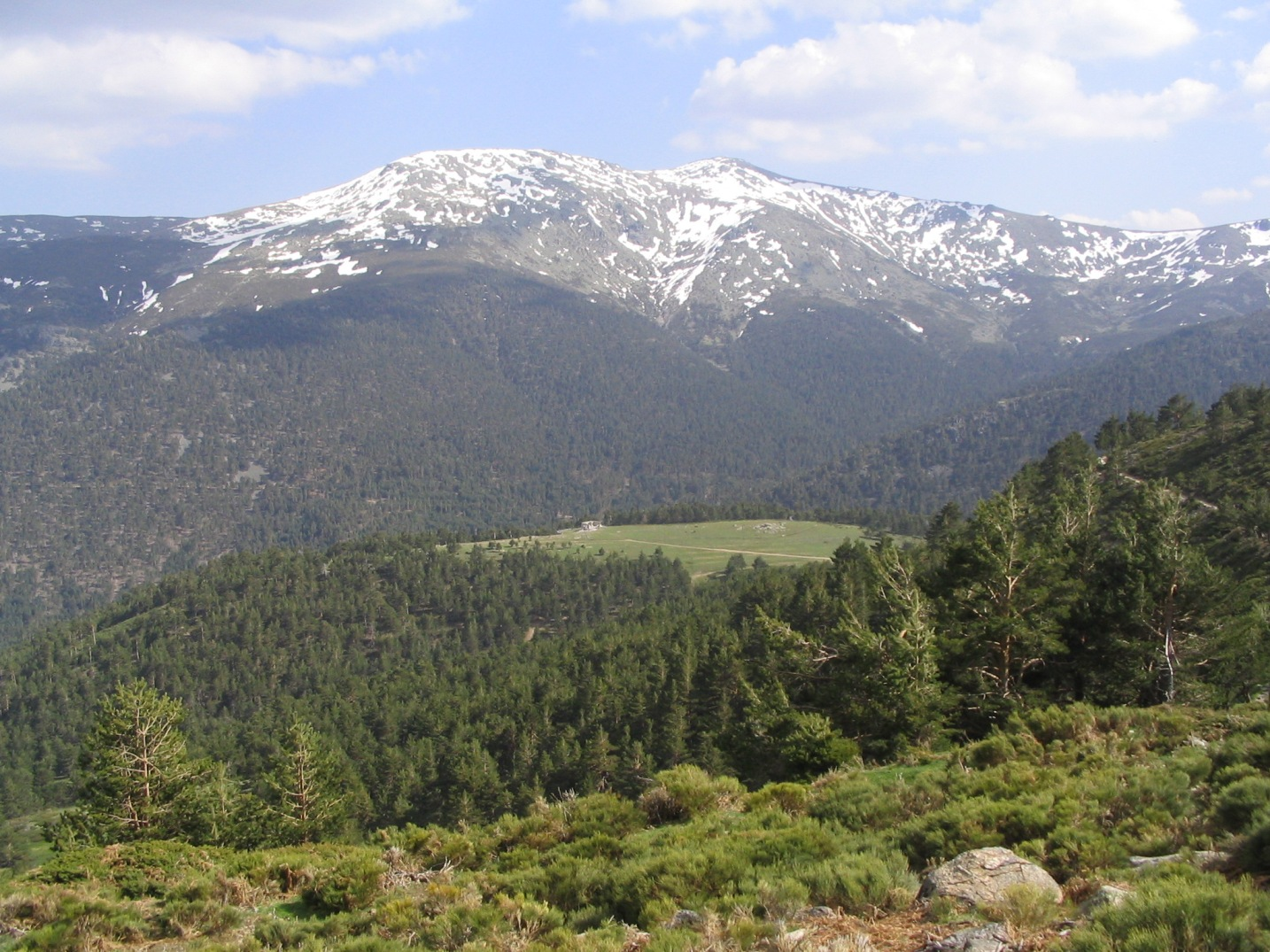
Nordwand der Cabezas de Hierro, des zweithöchsten Berges

Der gesamte Nationalpark Guadarrama liegt in der Sierra de Guadarrama, einem Teil des Iberischen Scheidegebirges. Dieses Gebirgssystem, das sich in West-Ost-Richtung über die gesamte Kastilische Hochebene erstreckt, wird auch als Cordillera Carpetana oder Carpetovetónica bezeichnet, nach den vor-römischen Völkern der Carpetaner und Vetonen. Die Sierra de Guadarrama ist etwa 80 km lang und erstreckt sich in südwestlich-nordöstlicher Richtung. Sie ist Teil der natürlichen Barriere zwischen den Hochebenen im Norden und Süden des Zentrums der Iberischen Halbinsel. Der Fuß dieser Berge liegt zwischen 900 und 1200 m über Meereshöhe, ihre höchsten Gipfel reichen 1000 m höher, der höchste Gipfel ist der Peñalara mit seinen 2428 m über Meereshöhe. Die Sierra de Guadarrama beginnt im Tal des Río Alberche, der sie von der Sierra de Gredos trennt und endet am Pass von Somosierra. Sie trennt die Einzugsgebiete des Tajo und Duero voneinander, gleichzeitig kommen wichtige Zuflüsse dieser Ströme aus den Bergen. In den Tajo fließen Jarama, Guadarrama und Manzanares, in den Duero Duratón, Cega und Eresma. Der Nationalpark Guadarrama wird im Südwesten vom Guadarrama-Pass und im Norden von dem Berg El Nevero begrenzt. Die „Vorpark-“ und Regionalpark-Zonen reichen bis zum Monte Abantos ganz im Süden und dem Somosierra-Pass im Norden.
Neben der Haupterstreckung erstreckt sich ein Teil dieses Gebirges in West-Ost-Richtung, bekannt als Cuerda Larga (Langes Seil). Sie gehört zur Comunidad de Madrid, beginnt am Pass von Navacerrada und ist 16 km lang. Sie bildet eine langgezogene Bergkette, die bis zum Pass von Morcuera über 2000 m liegt. Von dort an senkt sie sich bis zum Massiv von Patones oberhalb des Zusammenflusses von Río Lozoya und Río Jarama. Die höchsten Gipfel der Cuerda Larga sind die Cabezas de Hierro mit 2.383 Metern. Der nördliche Teil des Haupt-Gebirgszugs zwischen Peñalara und dem Pass von Somosierra wird Montes Carpetanos genannt.
Zwischen Cuerda Larga und dem Hauptzug der Sierra de Guadarrama erstreckt sich das Tal des Lozoya. Es ist eines der schönsten Bergtäler des Kastilischen Scheidegebirges und zieht im Sommer wie auch während der Wintersportsaison Touristen an. Von dem Hauptzug zweigt eine weitere Bergkette ab, die La Mujer Muerta (Tote Frau) genannt wird. Sie beginnt am Río Peces, verläuft in West-Ost-Richtung und liegt vollständig in der Provinz Segovia. An sie schließt sich die Sierra del Quintanar an. Die Mujer Muerta ist 11 km lang, mehrere Gipfel der Kette sind über 2.000 m hoch, darunter der Montón de Trigo.
Außer dem Hauptgebirgszug, der Cuerda Larga und der Mujer Muerta gibt es eine Reihe kleiner Berge und Hügel am Rand des Gebirges. Auf der Seite Segovias folgen von Norden aus gesehen der Cerro de las Cardosillas (1.635 m), der Cerro de Matabueyes (1.485 m), Cerro del Caloco (1.565 m) und die Sierra de Ojos Albos (1.662 m). Auf Madrider Seite folgen von Nord nach Süd Cerro de San Pedro (1.423 m), Sierra del Hoyo (1.404 m), Cerro Cañal (1.331 m) und Las Machotas (1.466 m).

### Gipfel

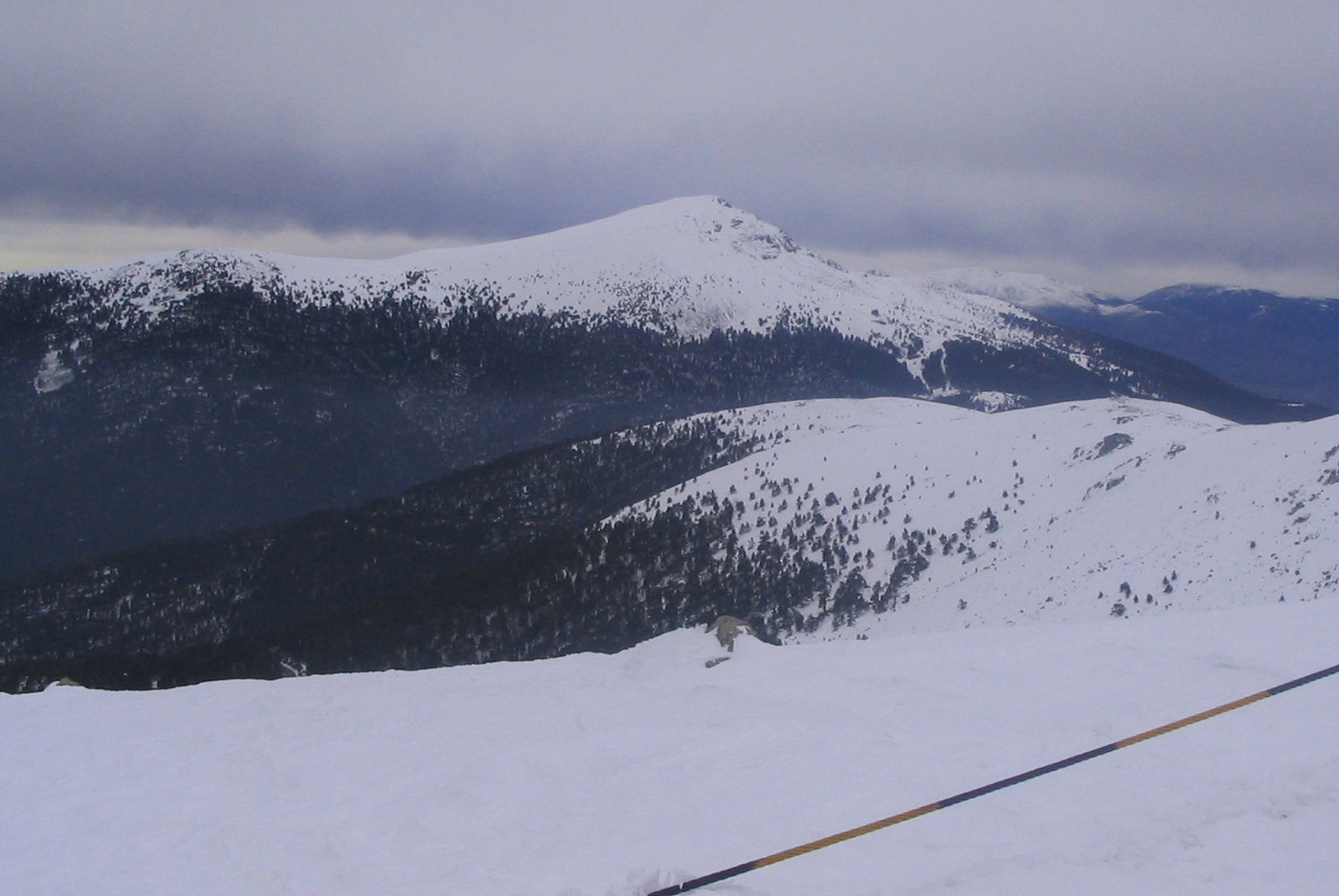
Winterliche Ansicht des Peñalara, des höchsten Bergs im Nationalpark

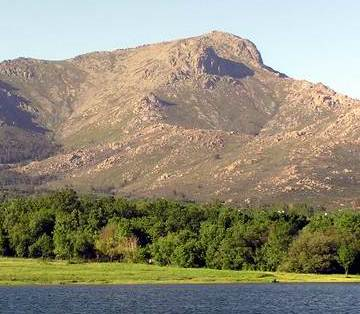
La Maliciosa, ein weiterer bedeutender Gipfel

Der Nationalpark Guadarrama liegt in einem Gebirge, in dem die Gipfel meist nicht schroff aufragen, sondern eine abgerundete Form haben. Die wichtigsten und eindrucksvollsten Gipfel des Parks sind:
- Peñalara (2428 m), höchster Punkt des Nationalparks Guadarrama
- Risco de los Claveles (2387 m)
- Cabezas de Hierro (2383 m), höchster Gipfel in der Cuerda Larga
- Risco de los Pájaros (2334 m)
- Dos Hermanas (2285 m)
- Cerro de Valdemartín (2280 m)
- Bola del Mundo oder Alto de las Guarramillas (2265 m)
- La Maliciosa (2227 m)
- El Nevero (2209 m), an der Nordgrenze des Parks
- Montón de Trigo (2161 m), Teil der La Mujer Muerta
- Siete Picos (2138 m)
- La Najarra (2.108)
- La Peñota (1.945 m)
- Perdiguera (1862 m), gehört zur Sierra de la Morcuera
- Monte Abantos (1753 m), südlichster Berg des den Nationalpark umgebenden Regionalparks
- El Yelmo (1717 m), bedeutendster Gipfel in La Pedriza
- Cabeza Reina (1470 m)

### Umliegende Gemeinden

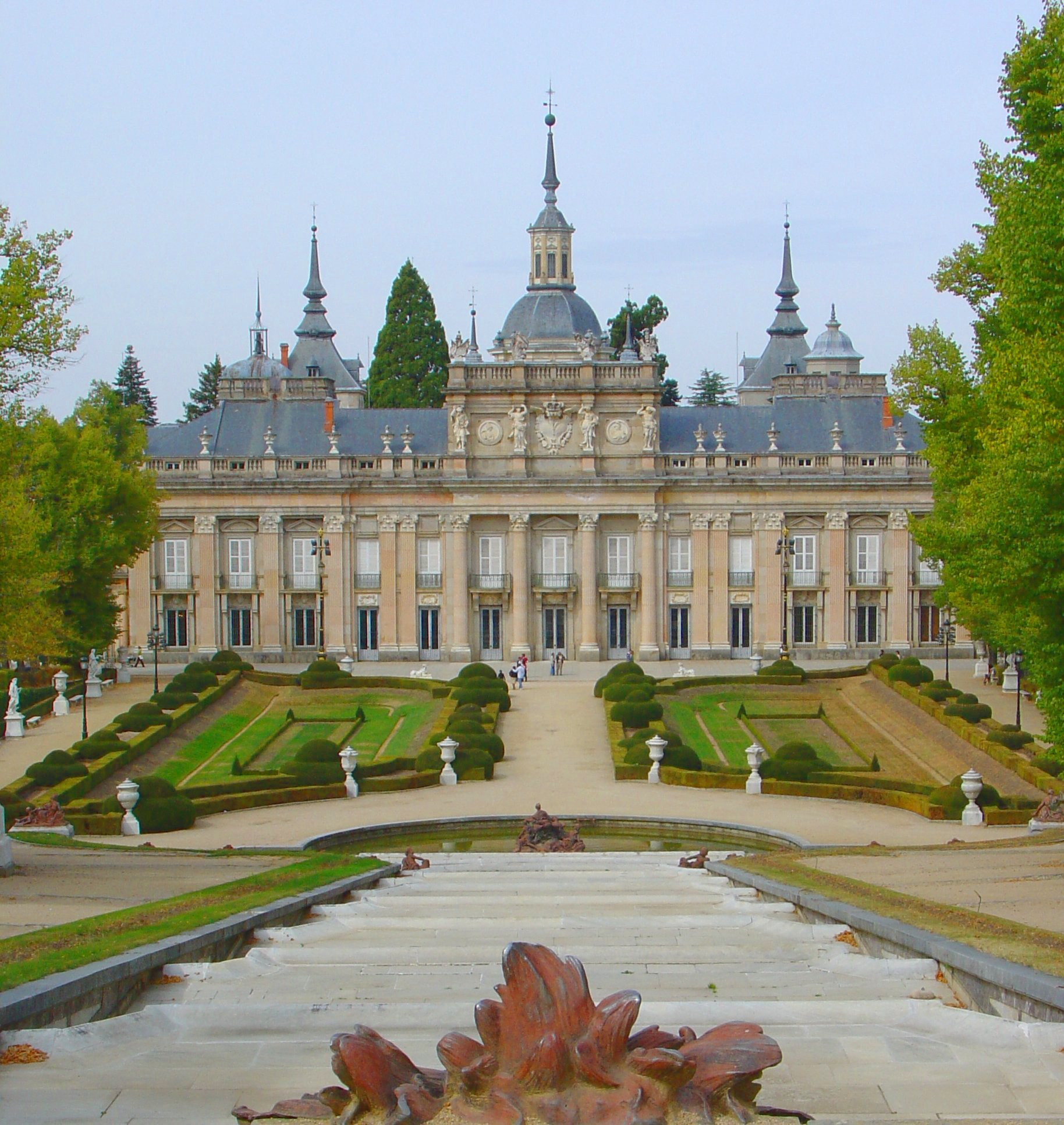
Palacio Real (La Granja), Provinz Segovia

Der Nationalpark ist von bevölkerungsreichen Gemeinden umgeben. Insbesondere in der Comunidad de Madrid wuchsen viele Ortschaften stark, was sich durch die Einrichtung des Parks möglicherweise ändern wird. In der Provinz Segovia liegt San Ildefonso an der nordwestlichen Seite des Peñalara-Massivs dem Park am nächsten. Der Ort ist wegen des Palacio Real de La Granja bekannt, einer ehemaligen Sommerresidenz der königlichen Familie.
In der Comunidad de Madrid ist die Gemeinde Guadarrama mit 13.032 Einwohnern der größte Ort in der Umgebung des Parks. Sie ist ein lebhaftes Touristenziel südlich von La Peñota und nahe dem Guadarrama-Pass. Nordöstlich liegt das kleinere Cercedilla, am Fuß der Siete Picos und des Valle de la Fuenfría. Von dort führt die Bahnstrecke Cercedilla–Cotos zu den Pässen Navacerrada und Cotos. Am Fuß der Südwand des La Maliciosa, im Valle de la Barranca liegt Navacerrada mit seinen zahlreichen Hotels. Weiter im Osten, am Südrand der La Pedriza liegt Manzanares el Real, ein mittelalterliches Dorf, das wegen seiner Burg berühmt ist. In dieser Gemeinde gibt es ebenfalls verschiedene Unterkunftsmöglichkeiten. Unter den an den Park grenzenden Orten sind Miraflores de la Sierra und Rascafría wegen ihrer schönen Lage hervorzuheben.

### Nutzung

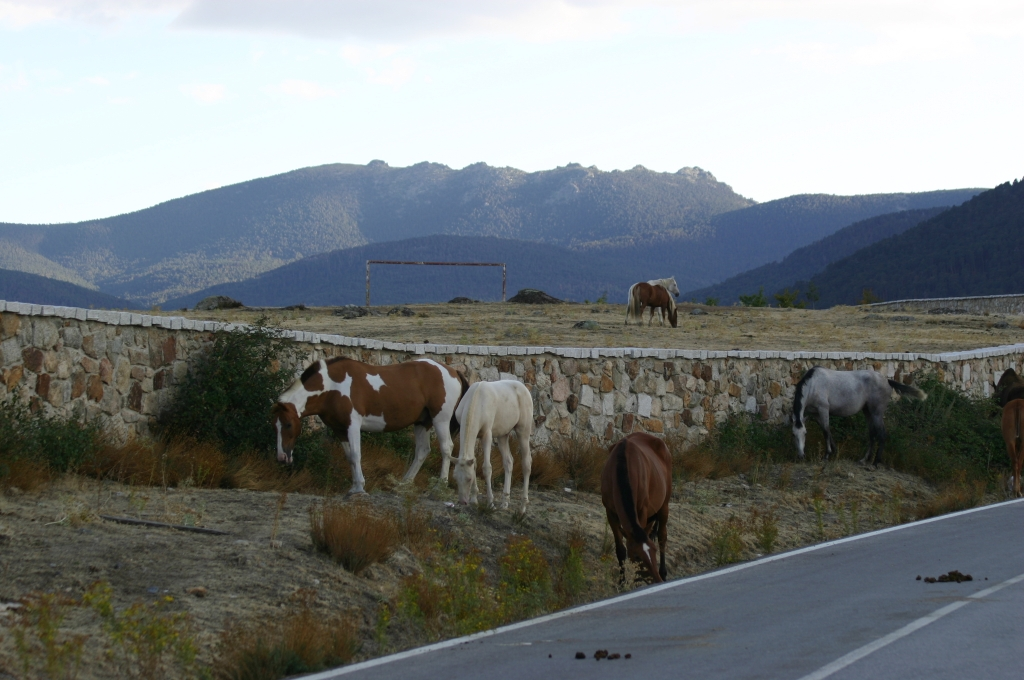
Grasende Pferde im valle de Valsaín (Provinz Segovia), im Hintergrund die Nordflanke der Siete Picos

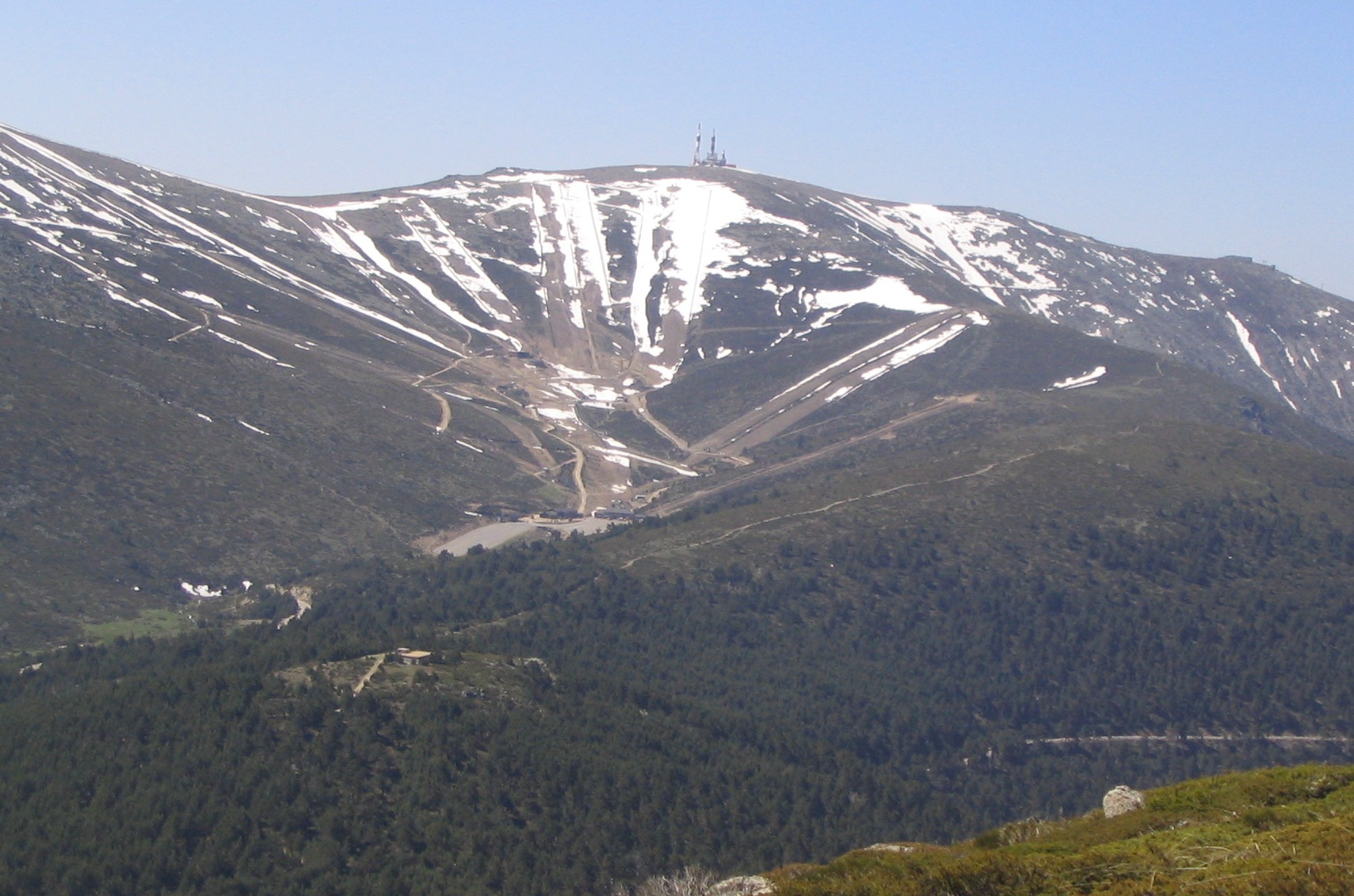
Skigebiet Valdesquí, an der Nordseite der Bola del Mundo

Im Gebirge wird nur wenig Ackerbau betrieben. Wichtiger sind die Forstwirtschaft (einschließlich der forstwirtschaftlichen Versuchsstation am Monte Abantos), und die Viehzucht, die Fleisch und Kampfstiere liefert. Um die Produkte der dort betriebenen nachhaltigen Viehwirtschaft besser zu vermarkten, wurde die Herkunftsbezeichnung „Carne de la Sierra de Guadarrama“ geschaffen. Sie garantiert neben der Herkunft, dass das Fleisch von bestimmten Rinderrassen (Avileña-Negra ibérica, Charolais und Limousin) stammt, die extensiv gehalten und hauptsächlich mit dem Gras von Naturweiden gefüttert wurden.
Da die Dörfer am Rande und in der Sierra de Guadarrama früher klein und von der Hauptstadt aus schwer zu erreichen waren, ist nur wenig Industrie vorhanden. Nur in den größeren Orten, wie Guadarrama, El Escorial, Collado Villalba und Segovia gibt es nennenswerte industrielle Aktivitäten.
Das Dienstleistungsgewerbe erlebt derzeit einen Aufschwung. Er begann in der zweiten Hälfte des 20. Jahrhunderts, als sich in der Sierra de Guadarrama der regionale Tourismus entwickelte. Die Zahl der Hotels, Herbergen und Restaurants nahm seither stetig zu. Auch der zunehmende Berg- und Freizeitsport mit Skigebieten, Reithöfen, Tauchschulen und ähnlichem sorgt für Beschäftigung.

## Geologie

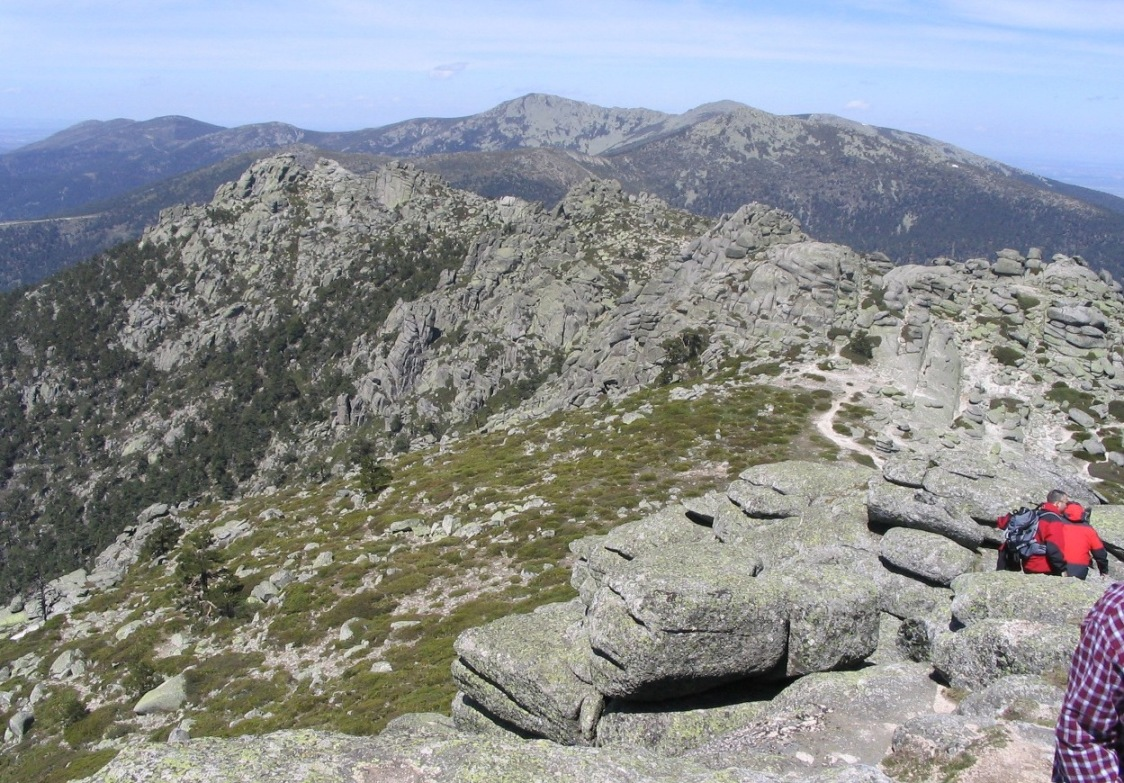
Granitfelsen bei Siete Picos

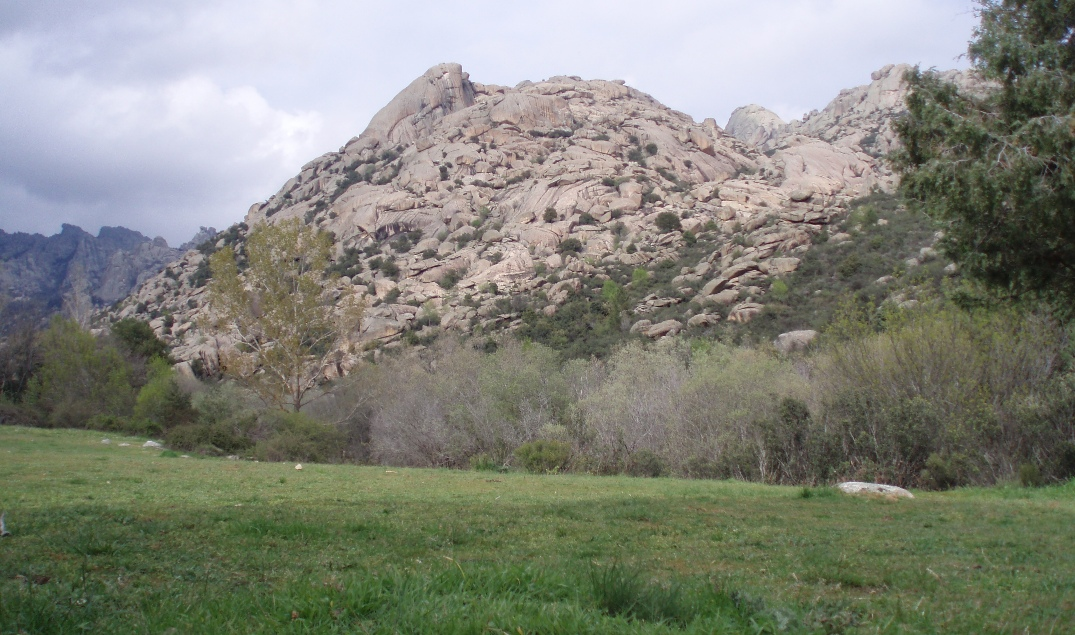
Granitformationen bei La Pedriza

Die Sierra de Guadarrama ist Teil der langgestreckten, annähernd west-ost orientierten Scholle des Iberischen Scheidegebirges. Diese Scholle wurde durch die Fernwirkung der alpidischen Gebirgsbildungsvorgänge im Norden und Süden der Iberischen Halbinsel und im Norden Marokkos und Algeriens horstartig aus der Kastilischen Hochebene herausgepresst.
Das Gebirge ruht auf einem Granitsockel, der bei der Variszische Gebirgsbildung während des Paläozoikums aufgefaltet wurde. Das Gestein unterlag dann während des Mesozoikums (vor 250 bis 65 Millionen Jahren) starker Erosion, wodurch selbst die Gipfel eingeebnet wurden. Im Tertiär wurde das Gebirge im Zuge der Alpidischen Gebirgsbildung erneut angehoben. Während der Eiszeiten im Quartär war die Sierra de Guadarrama teilweise vergletschert, wovon einige Kare zeugen.

## Hydrographie

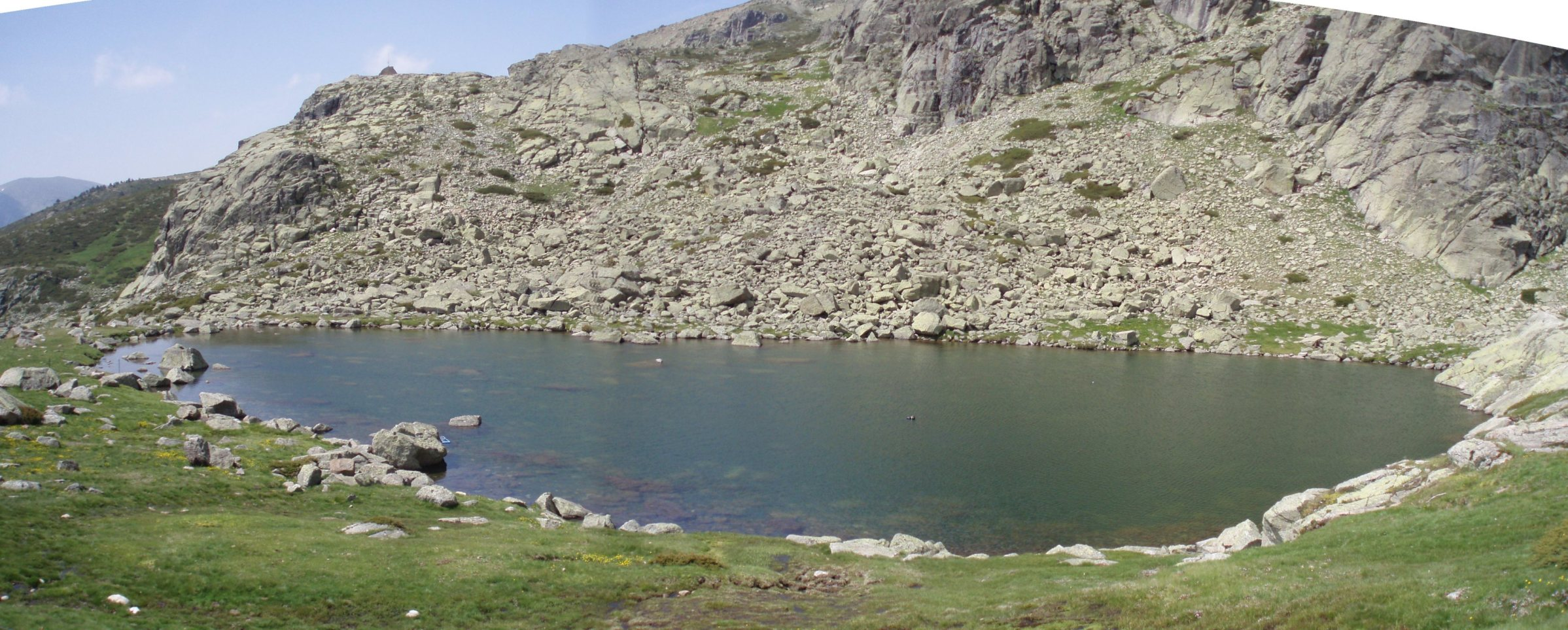
Laguna Grande de Peñalara, glaziären Ursprungs

Aufgrund der reichlichen Niederschläge finden sich im Parkgebiet zahlreiche Bäche und die Quellen mehrerer bedeutender Flüsse. Auf der Nordseite entspringen der Río Moros und der Río Eresma, der an Segovia vorbeifließt. Auf der Südseite liegen die Quellen des Río Guadarrama, des Río Manzanares, der durch Madrid fließt, sowie des Río Lozoya. Auf der Südseite des Peñalara gibt es auf etwa 2.000 m Höhe eine Reihe kleiner Seen glaziären Ursprungs, die bereits seit längerem unter Naturschutz stehen. Der größte davon ist die Laguna Grande de Peñalara im Peñalara-Kar. Weitere wichtige Seen in diesem Gebiet sind die Laguna chica de Peñalara, die Laguna de los Claveles und die Laguna de los Pájaros. Innerhalb des Parks gibt es nur einige kleinere Stauseen. Sie dienen der Versorgung von Wohnhäusern und öffentlichen Gebäuden im Park. Die größten Stauseen befinden sich im Regionalpark, wie der Embalse de Pinilla, sowie außerhalb der Schutzgebiete.

## Natur und Ökologie

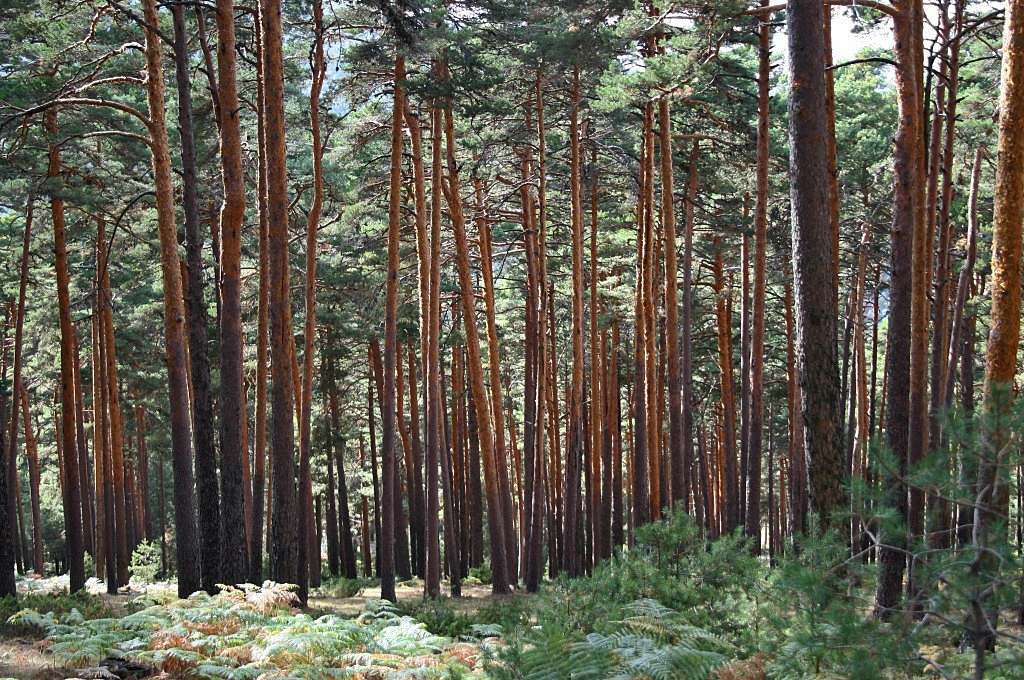
Kiefernwald mit Unterwuchs aus Farnen

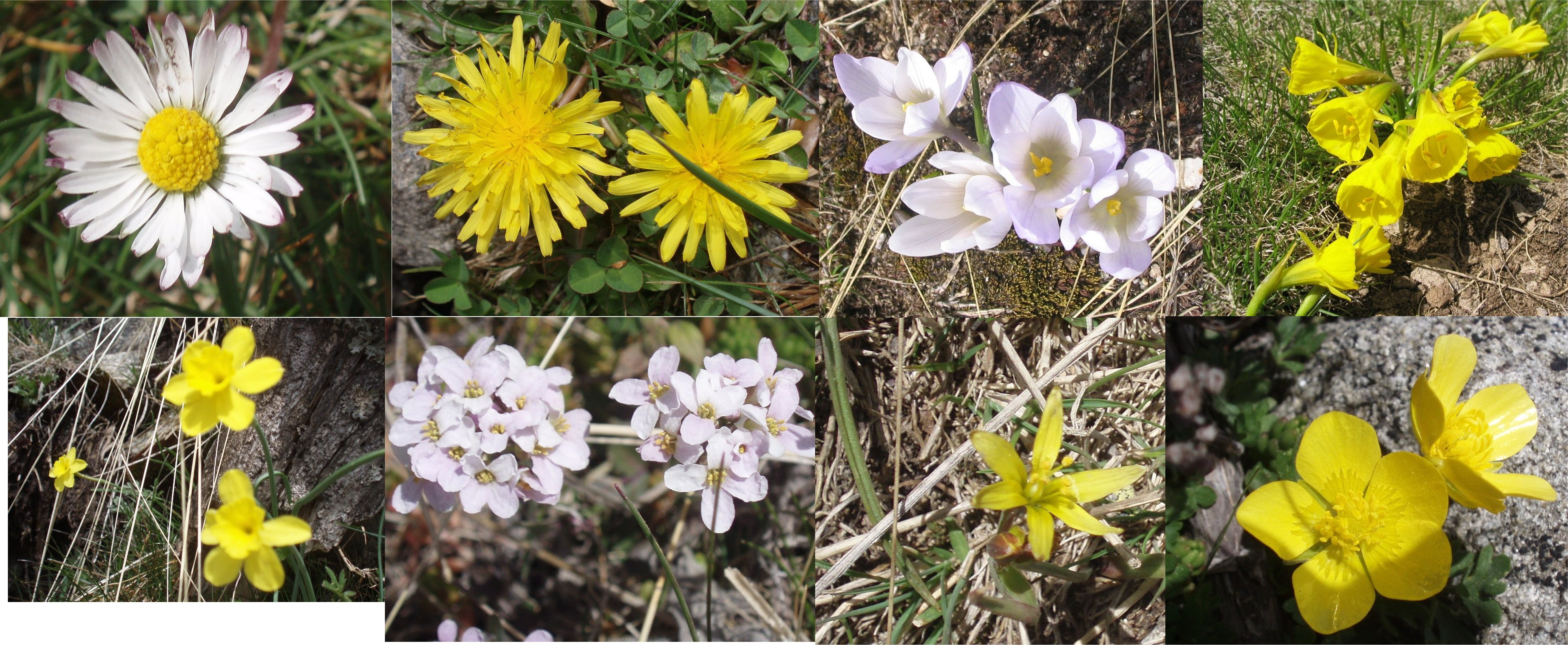
Blumen aus der Sierra de Guadarrama.

Flora und Fauna des Guadarrama-Nationalparks sind sehr artenreich. Die Tier- und Pflanzenarten dort gehören teilweise zur Pflanzen- und Tierwelt des Mittelmeerraums, zum Teil findet man auch Arten, die sonst in den Alpen oder den Pyrenäen auftreten. In dem zukünftigen Nationalpark kommen mehr als 1.280 verschiedene Tierarten vor, wovon 13 vom Aussterben bedroht sind. Es gibt mehr als 1.500 einheimische Pflanzen und 30 unterschiedliche Vegetationstypen. Die Tierarten, die im Park vorkommen, entsprechen 45 % der Fauna Spaniens und 18 % der Fauna Europas.

### Flora
Die Berghänge im Nationalpark Guadarrama sind auf der alpinen Höhenstufe mit Hochgebirgsweiden bedeckt, die für die extensive Viehhaltung genutzt werden. Unterhalb davon, in der subalpinen und montanen Höhenstufe befinden sich einige der schönsten und ertragreichsten natürlichen Kiefernwälder Spaniens. Beispiele sind der Wald der Sociedad Belga de los Pinares del Paular in Rascafría auf Madrider Seite und der Pinar de Valsaín in der Provinz Segovia. Er wurde im 18. Jahrhundert eingerichtet und bis heute ohne Unterbrechung genutzt. Er ist in ausgezeichnetem Zustand und liefert Holz für die regionalen Sägewerke sowie für den Export. Unterhalb der Kiefernwälder stehen in der montanen Stufe Pyrenäen-Eichen (Quercus pyrenaica), die zum Unwillen der Forstleute gelegentlich in den Bereich der Kiefernwälder vorstoßen. Die Pyrenäen-Eiche darf nicht gefällt, sondern nur in einer Art Niederwaldwirtschaft genutzt werden. Diese Eichenwälder liefern das Brennholz für die Dörfer im Gebirge, wobei die Holzlose jedes Jahr wieder neu unter den Einwohnern verteilt werden.
Am östlichen Rand des Nationalparks ändert sich die Artenzusammensetzung der Wälder; die Kiefern werden durch Pinien ersetzt, während die Eichen durch Portugiesische Eiche (Quercus faginea) und Steineiche (Quercus ilex) ersetzt werden, da diese Region tiefer gelegen ist und weniger Niederschläge erhält. Am Monte Abantos wurde der vor einigen Jahren abgebrannte Wald versuchsweise mit unterschiedlichen Baumarten bepflanzt, was zu einem sehr ungewöhnlichen Vegetations-Mosaik führte.

#### Liste der Pflanzenarten
BaumartenSchwarzkiefer, See-Kiefer, Waldkiefer, Spirke, Stechpalme, Erlen, Ahorn, Hasel, Buchsbäume, Kastanien, Steineiche, Portugiesische Eiche, Pyrenäen-Eiche, Wacholder, Mehlbeeren und Eiben
SträucherBaumheide, Schopf-Lavendel, Gemeiner Wacholder, Echte Bärentraube, Farne, Zistrosen, Ginster, Besenginster, Rosmarin und Thymiane
häufige Pilze in den KiefernwäldernMorcheln, Edel-Reizker, Schirmlinge, Pfifferling und Kräuterseitling

### Fauna

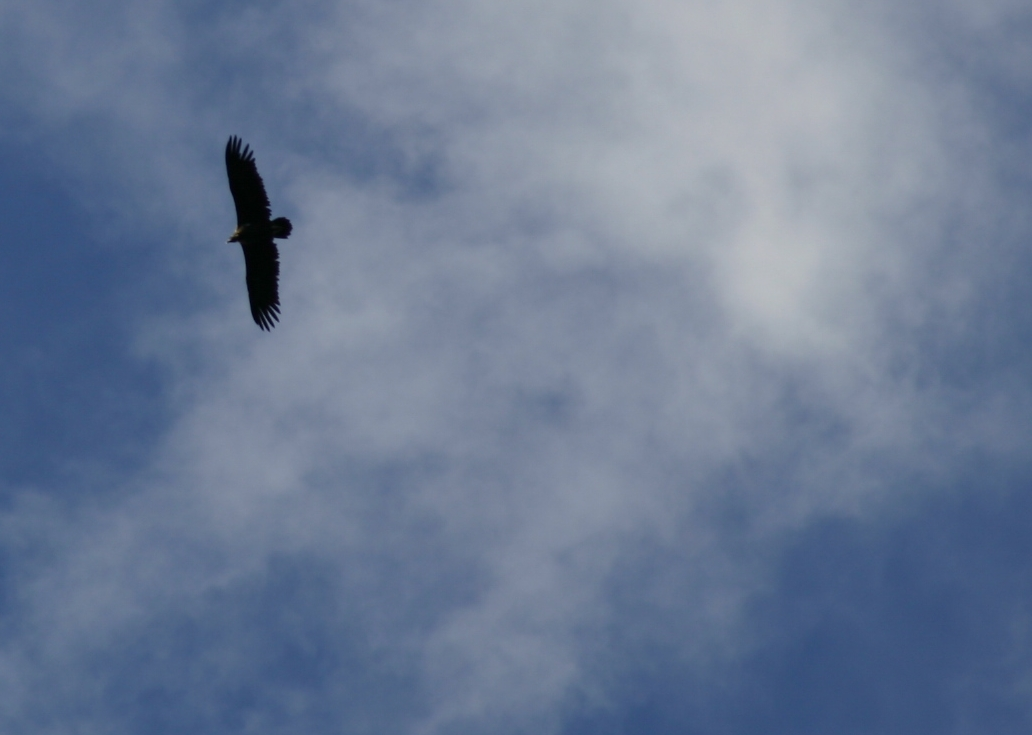
Mönchsgeier

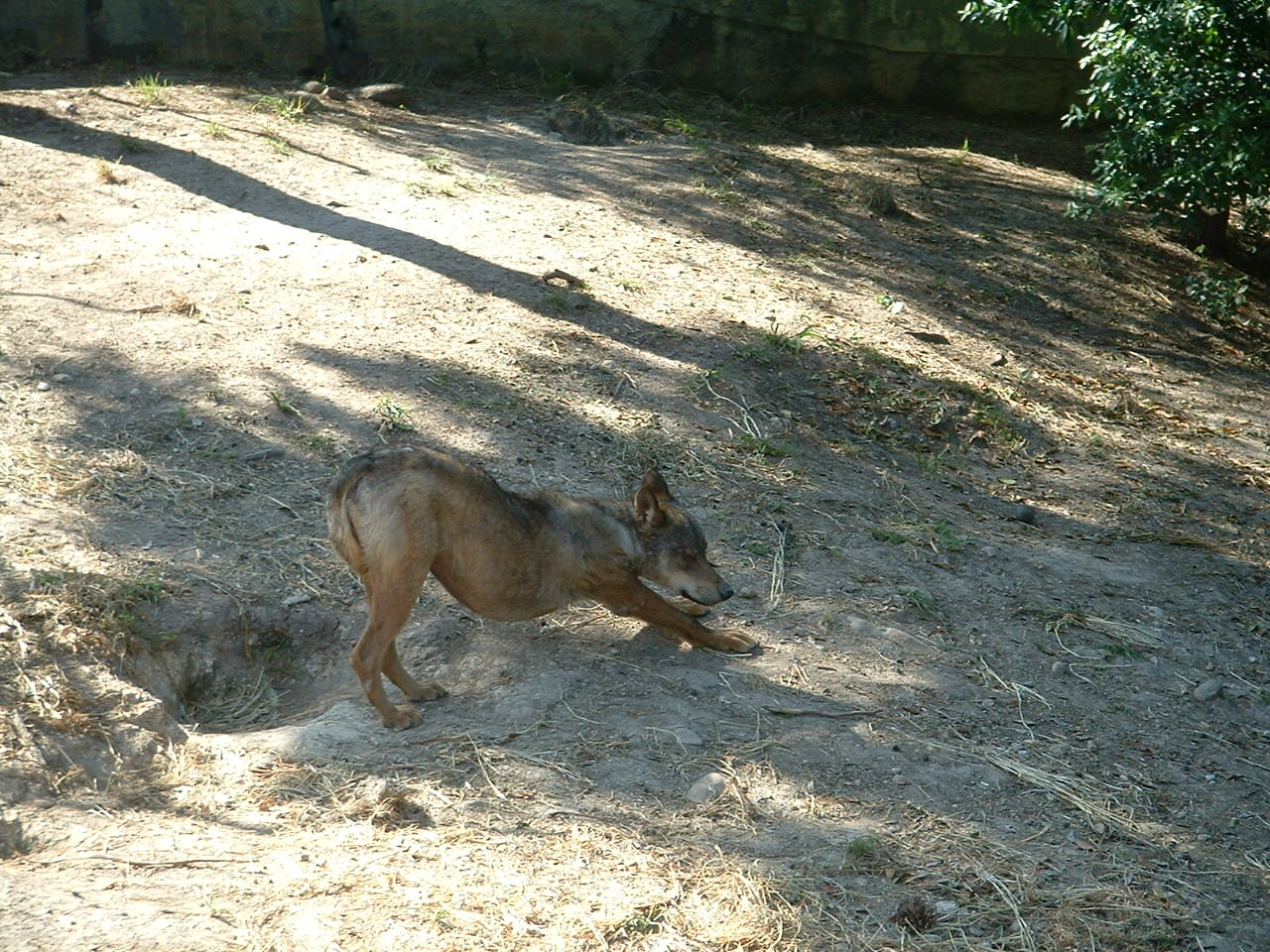
Iberischer Wolf (Canis lupus signatus).

In diesen Ökosystemen lebt eine zahlreiche und vielfältige Tierwelt, man kann Säugetiere wie Hirsche, Wildschweine, Rehe, Damhirsche, Dachse, verschiedene Marderarten, Wildkatzen, Füchse, Hasen etc.; zahlreiche Arten von Wasservögeln und große Greifvögel wie den Kaiseradler und den Mönchsgeier antreffen. In der Sierra de Guadarrama findet man 45 % der gesamten Fauna Spaniens und 18 % der Fauna Europas.
Viele Zugvögel leben zeitweise im Nationalpark, so verbringen Kraniche den Sommer im Gebirge und den Winter in Nordafrika. Im Winter kommen Störche und Greifvögel aus Europa. Vom Aussterben bedroht sind Kaiseradler, Schwarzstorch und Wolf. Es gibt eine endemische Schmetterlingsart, den Isabellaspinner.

#### Liste der Tierarten
Reptilien und AmphibienGirondische Glattnatter, Vipernatter, Stülpnasenotter, Iberische Smaragdeidechse, Perleidechse sowie Schwanzlurche und Kröten.
SäugetiereHörnchen, Mauswiesel, Iberiensteinbock, Wildkaninchen, Reh, Kleinfleck-Ginsterkatze, Wildschwein, Hasen, Gartenschläfer, Iberischer Wolf (Canis lupus signatus), Dachs und Fuchs.
VögelBienenfresser, Wiedehopf, Gartenbaumläufer, Südlicher Raubwürger, Eichelhäher, Kohlmeise, Wachtel, Kuckuck, Waldschnepfe, Zaunkönig, Alpenkrähe, Haubenmeise, Blaumeise, Eisvogel, Wasseramsel und Amsel, Wintergoldhähnchen, Pirol, Rebhuhn, Rotkehlchen und Buntspecht.
GreifvögelSteinadler, Zwergadler, Schlangenadler, Uhu, Waldohreule, Mönchsgeier, Gänsegeier, Waldkauz, Turmfalke, Eulen, Rotmilan, Schwarzmilan, Steinkauz und Mäusebussard.
WasservögelStockente, Blässhuhn, Graureiher, Schellente, Haubentaucher und Zwergtaucher.

### Umweltprobleme

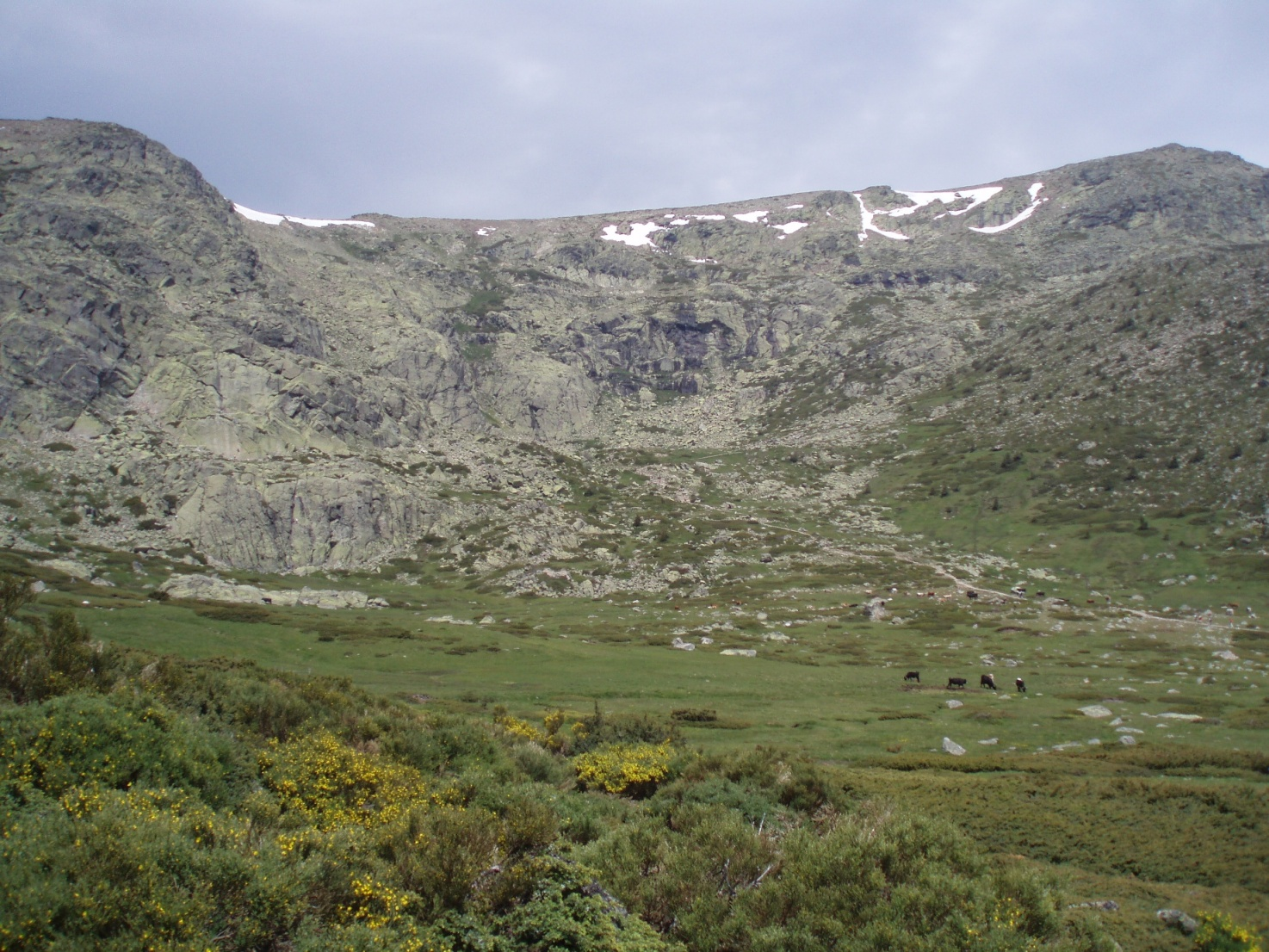
Peñalara-Kar.

Im Innern der Iberischen Halbinsel herrscht ein kontinentales Mittelmeerklima, das unter anderem durch trockene Sommer gekennzeichnet ist. Daher ist die Waldbrandgefahr im Nationalpark Guadarrama hoch. Im August 1999 zerstörte ein Feuer am Osthang des Monte Abantos einen wichtigen Waldbestand. Dies war der letzte größere Waldbrand in der Sierra de Guadarrama.
Ein weiteres Problem dieses Nationalparks ist das unkontrollierte Wachstum fast aller Gemeinden der Comunidad de Madrid. In den letzten Jahren gerieten Bauspekulanten in die Kritik, die unter Schutz stehende Flächen „neuklassifizieren“ ließen, um darauf Häuser errichten zu können. Die Einrichtung des Nationalparks Guadarrama soll das weitere Vordringen der Siedlungen in der Sierra de Guadarrama aufhalten, verschiedene Umweltgruppen bezweifeln einen solchen Effekt.

## Klima

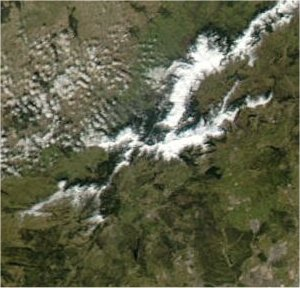
Satellitenbild: Schnee im Nationalpark Guadarrama

Der Guadarrama-Nationalpark befindet sich in einer Region, in der ein kontinentales Mittelmeerklima herrscht. Dieses wird durch einen großen Temperaturunterschied zwischen Sommer und Winter sowie Sommertrockenheit charakterisiert. Wie in anderen Gebirgen ist das Klima auch hier höhenabhängig, weshalb man die verschiedenen Klimazonen getrennt betrachten muss.
Zwischen 800 und 1.400 m werden jährliche Niederschläge zwischen 700 und 800 mm gemessen, wobei im Sommer Wasserknappheit herrscht. Die mittlere Temperatur in dieser Zone beträgt 10 bis 11 °C, die Höchsttemperatur im Sommer 28 °C und das Tiefsttemperatur im Winter -6 °C. Die Niederschläge zwischen Dezember und Februar fallen meist als Schnee, der aber selten länger als drei Tage liegen bleibt. In dieser Zone liegen sämtliche Städte und Dörfer in der Umgebung der Sierra.
Zwischen 1.400 und 2.000 m liegen die jährlichen Niederschläge zwischen 900 und 1.000 mm. Auch hier kann im Sommer Wasser knapp sein, mit zunehmender Höhe wird dieses Problem geringer. Die mittleren Temperaturen liegen zwischen 8 und 9 °C, das Maximum im Sommer bei 25 °C und das Minimum im Winter bei -8 °C. Auf dieser Höhenstufe fallen die Niederschläge zwischen Dezember und April meist als Schnee. Gefallener Schnee bleibt häufig den ganzen Winter über liegen, insbesondere an den Nordseiten.

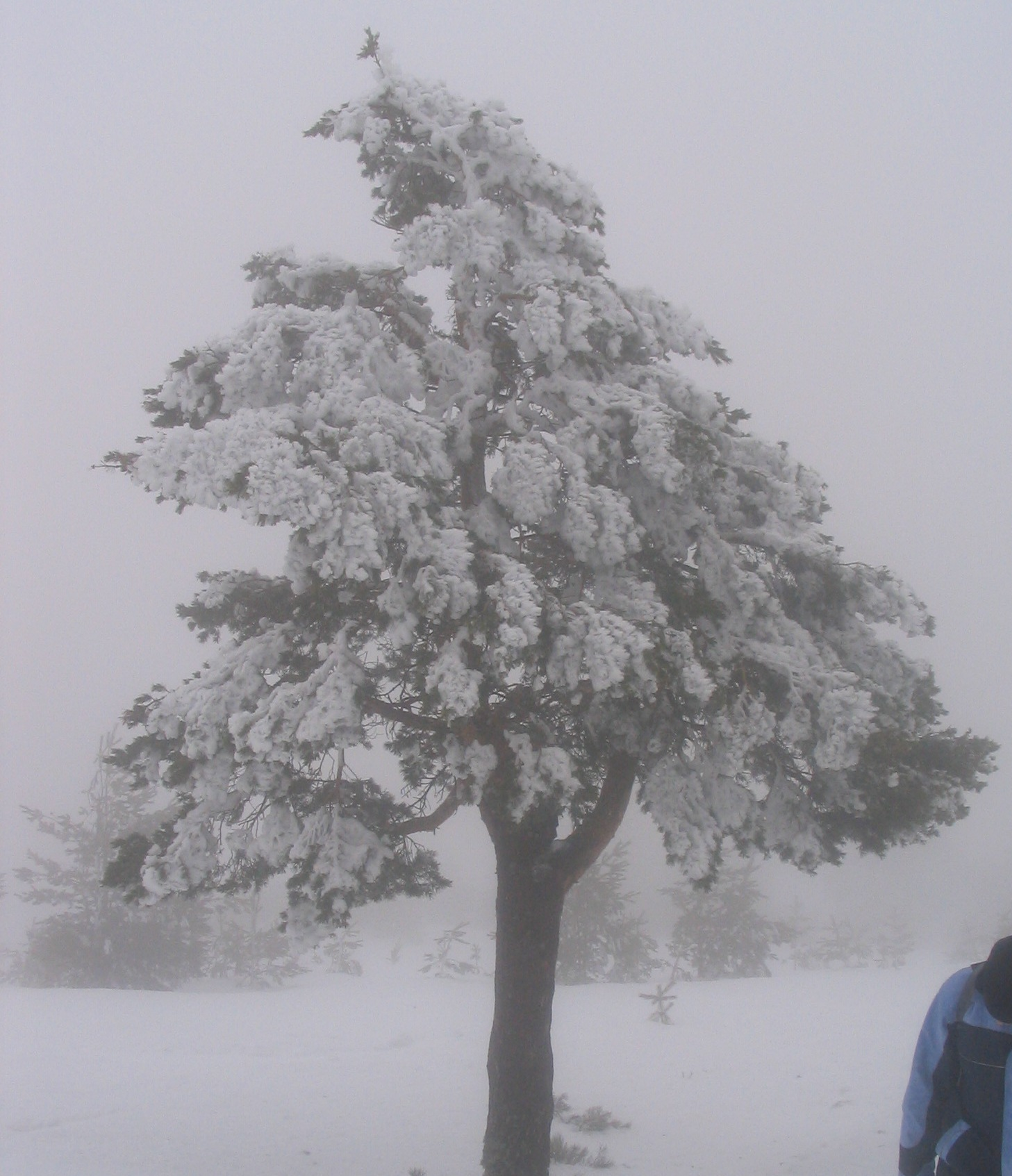
Durch gefrierenden Nebel mit Eis überzogene Kiefer

Zwischen 2.000 und 2.428 m betragen die mittleren Jahresniederschläge zwischen 1.200 und 2.500 mm. Auch hier sind die Sommer vergleichsweise trocken, mit zunehmender Höhe steigen die Niederschläge. Die Jahresmitteltemperaturen liegen auf dieser Höhenstufe zwischen 6 und 7 °C, im Sommer werden maximal 22 °C erreicht, im Winter kann die Temperatur auf -12 °C sinken. In dieser Höhenlage fällt zwischen November und Mai Schnee, gefallener Schnee bleibt den ganzen Winter und einen großen Teil des Frühlings über liegen.
Insgesamt ist das Klima des Guadarrama-Nationalparks relativ feucht, es fallen deutlich mehr Niederschläge als auf der Kastilischen Hochebene. Zudem ist es im Gebirge kühler, mit zunehmender Höhe wird es kälter. An den Bergflanken und auf den Gipfeln kann der Wind sehr heftig werden. Gewitter sind in der Umgebung der Sierra häufiger als in der Ebene.
Tabelle der Mitteltemperaturen nach Höhenstufen
| Höhe              | Wintertemperatur | Temperatur im Frühjahr und Herbst | Sommertemperatur |
| ----------------- | ---------------- | --------------------------------- | ---------------- |
| 2.428 m – 2.000 m | -1 °C – -9 °C    | 8 °C – -3 °C                      | 20 °C – 5 °C     |
| 2.000 m – 1.400 m | 3 °C – -3 °C     | 11 °C – 5 °C                      | 23 °C – 7 °C     |
| 1.400 m – 800 m   | 3 °C – -3 °C     | 15 °C – 7 °C                      | 25 °C – 11 °C    |

|                       | Jan  | Feb  | Mär  | Apr  | Mai  | Jun  | Jul  | Aug  | Sep  | Okt | Nov | Dez  |   |      |
| Mittl. Tagesmax. (°C) | 2,0  | 2,5  | 4,7  | 5,7  | 10,2 | 16,3 | 21,2 | 21,2 | 16,6 | 9,8 | 5,4 | 3,2  | ⌀ | 9,9  |
| Mittl. Tagesmin. (°C) | −3,1 | −2,9 | −1,7 | −0,8 | 2,8  | 7,5  | 11,3 | 11,3 | 8,2  | 3,6 | 0,2 | −1,7 | ⌀ | 2,9  |
|                       |      |      |      |      |      |      |      |      |      |     |     |      |   |      |
| Niederschlag (mm)     | 141  | 116  | 92   | 138  | 142  | 71   | 33   | 24   | 63   | 143 | 186 | 176  | Σ | 1325 |

| −3,1 |

| −2,9 |

| −1,7 |

| −0,8 |

| 2,8 |

| 7,5 |

| 11,3 |

| 11,3 |

| 8,2 |

| 3,6 |

| 0,2 |

| −1,7 |

| −3,1 |

| −2,9 |

| −1,7 |

| −0,8 |

| 2,8 |

| 7,5 |

| 11,3 |

| 11,3 |

| 8,2 |

| 3,6 |

| 0,2 |

| −1,7 |

Schneetage am Navacerrada-Pass
| Jan | Feb | Mär | Apr | Mai | Jun | Jul | Aug | Sep | Okt | Nov | Dez | Gesamt |
| 13  | 12  | 11  | 13  | 5   | 1   | 0   | 0   | 1   | 3   | 8   | 11  | 78     |

## Bergsport und Tourismus

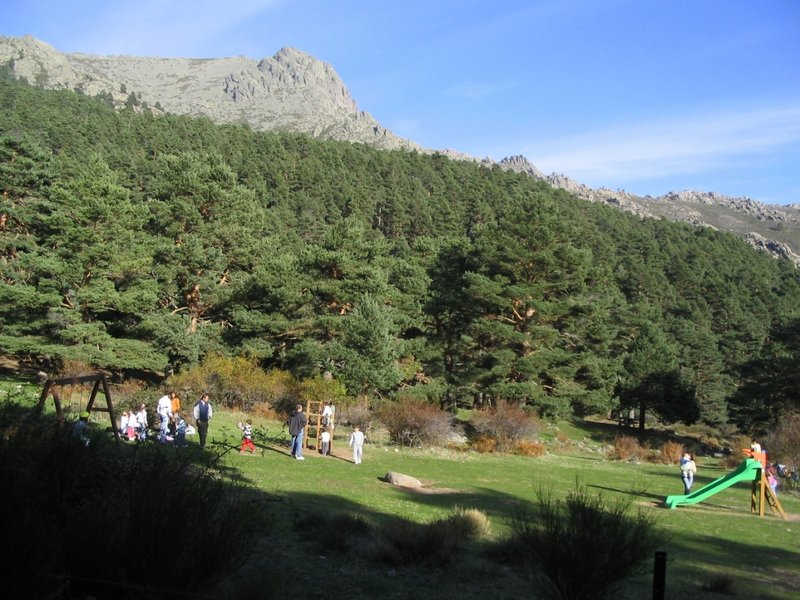
Rastplatz im Valle de la Barranca. Im Hintergrund ist La Maliciosa (2.227 m) zu erkennen. Derartige Rastplätze gibt es im Nationalpark in großer Zahl.

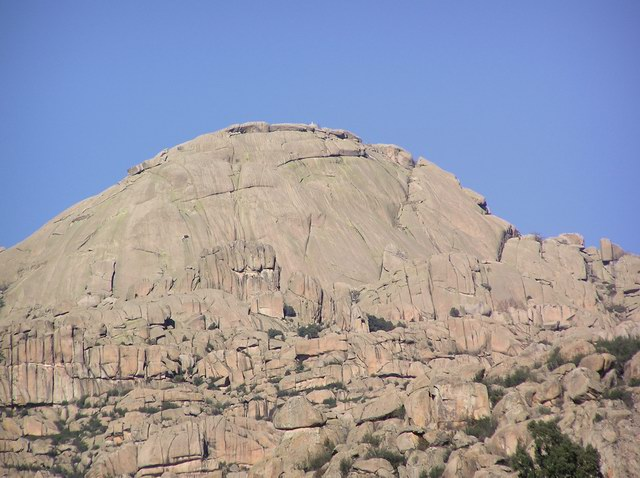
Südwand des Yelmo (1.717 m), die von Bergsteigern häufig bestiegen wird.

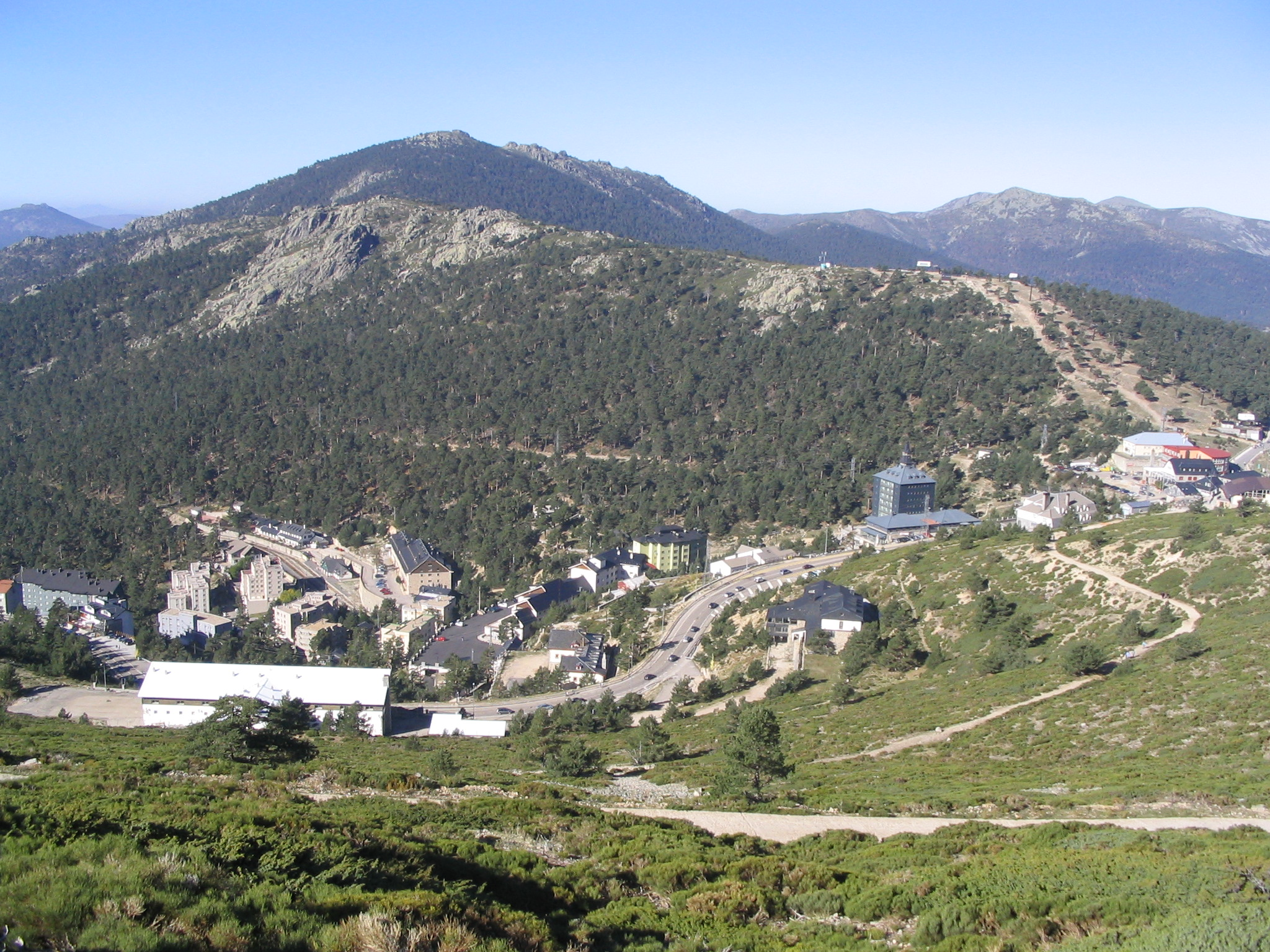
Puerto de Navacerrada (1.858 m). Ein wichtiges Zentrum für den Tourismus und den Bergsport im Nationalpark, außerdem ein Skigebiet. Im Hintergrund Siete Picos und Montón de Trigo.

Der Nationalpark Guadarrama bietet eine Vielzahl von Möglichkeiten um praktisch jeden Bergsport, vom Wandern bis zum Gleitschirmfliegen, auszuüben. Wegen der Nähe des Nationalparks zu Madrid und seinen Vororten gibt es zahlreiche gut ausgebaute Wanderwege, Raststellen sowie drei Skigebiete.
Sehr gute Wanderwege findet man beispielsweise um Valdemaqueda, an den Hängen des Monte Abantos, am Guadarrama-Pass, im Valle de la Fuenfría, im Tal der Siete Picos, um den Navacerrada-Pass, im Peñalara-Naturpark sowie in den Tälern von Barranca, Valsaín und La Pedriza. Es gibt markierte Wanderrouten, häufig mit Rast- und Grillgelegenheit. Fast alle Wege sind im Frühjahr, Sommer und Herbst ohne Schwierigkeiten begehbar, während im Winter die Wege über 2.000 m den Schwierigkeitsgrad von Hochgebirgs-Wanderwegen erreichen, was an den zahlreichen Schluchten, Schneefeldern und raschen Wetterwechseln liegt. Im Winter und Frühjahr kann oberhalb von 2.000 m die Schneehöhe mehr als zwei Meter betragen.
Der Navacerrada-Pass (1.858 m) ist nicht nur wegen seiner Skistation bekannt, sondern wird von Familien wie Bergsteigern als Ausflugsziel und Ausgangspunkt mehrerer Hochgebirgswanderwege genutzt. Am Pass gibt es mehrere Hotels und Herbergen, Restaurants, Skischule und Skiverleih, Krankenstation, eine Kirche sowie eine Kaserne. Die Anreise erleichtern der Bahn- und Busbahnhof sowie ein großer Parkplatz.
Ein weiteres wichtiges Zentrum des Bergsports im Park ist der Cotos-Pass (1.830 m). Dieser Ort kann per Bahn oder mit dem Auto erreicht werden. Er verfügt über einen ausgedehnten Parkplatz, der allerdings an Feiertagen überfüllt sein kann. Am Pass stehen ein Restaurant und das Gebäude des Club Alpino Español, er ist ein beliebtes Ausflugsziel. Von Cotos aus führen verschiedene Wanderrouten in den heutigen Naturpark Peñalara.
Die drei Skistationen dieses Nationalparks sind nicht besonders groß, bieten aber sehr vielfältige Leistungen. Eine davon befindet sich am Puerto de Navacerrada und verfügt über mehrere Hotels und Restaurants. Eine weitere Skistation, Valdesqui, liegt an der Nordflanke der Cuerda Larga, genau in dem Tal, das von den Gipfeln der Bola del Mundo (Alto de Guarramillas) und Valdemartín begrenzt wird. Sie ist die größte und schneesicherste Skistation mit den meisten Besuchern. Am 1. Dezember 2007 wurde das Centro de esquí nórdico Navafría eröffnet, ein Zentrum für Skilanglauf am Navafría-Pass. Bis 1998 gab es eine kleine Skistation am Cotos-Pass namens Valcotos, die demontiert wurde. Auf einigen der ehemaligen Pisten ist noch Skilanglauf möglich.
Im Nationalpark werden viele Klettertouren durchgeführt. Der geeignetste Ort für diesen Sport ist La Pedriza. Dort gibt es zahlreiche Granitwände, weshalb dort die meisten Kletterer anzutreffen sind. Die höchste und beliebteste Kletterwand ist die Südflanke des Yelmo. Weitere Möglichkeiten zum Klettern finden sich am Peñalara-Kar, wo mehrere Bergwände über 300 m hoch aufragen.
Verschiedene Berg- und Sportclubs bieten im Nationalpark Möglichkeiten zum Reiten, Quad-Fahren, Wassersport und Gleitschirmfliegen. Die Spitze des Monte Abantos ist während des Sommers ein beliebter Startplatz der Gleitschirmflieger.

### Sehenswürdigkeiten
Einige Orte im Nationalpark Guadarrama sind unter naturkundlichen und landschaftlichen Gesichtspunkten von besonderem Interesse. Wegen der Nähe zum Großraum Madrid herrscht dort das ganze Jahr über ein starker Andrang von Bergsteigern und Touristen. Die bekanntesten Sehenswürdigkeiten des Parks sind das Peñalara-Massiv und La Pedriza.
Macizo de Peñalara

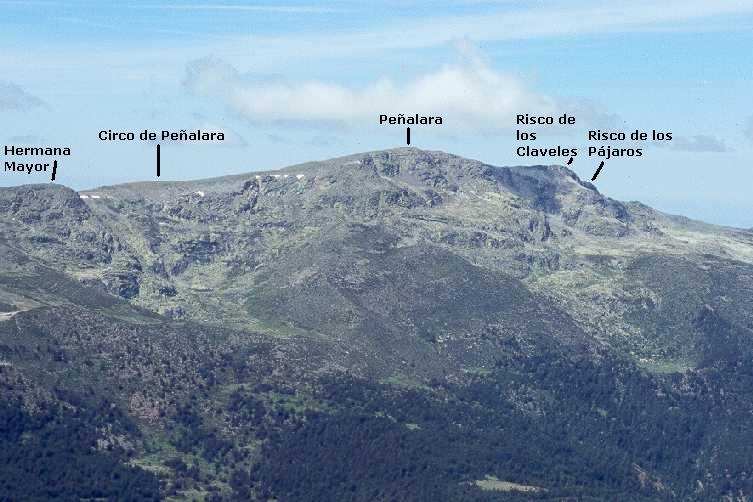
Peñalara-Massiv, derzeit noch Naturpark Peñalara

Auf der Südseite des mit 2.428 m höchsten Gipfels im Nationalpark, des Peñalara, wurde in einer besonders schönen Landschaft der Naturpark Peñalara eingerichtet. Dort befinden sich drei Gletscherkare und eine Reihe von Seen, alle glaziären Ursprungs. Das Peñalara-Kar wird von einigen mehr als 300 m hohen Felswänden gebildet, die in Form eines „U“ angeordnet sind. Auf etwa 2.000 m Höhe sowie in der Umgebung des Kars gibt es einige kleinere Seen, von denen während der Schneeschmelze Bäche und kleine Wasserfälle gespeist werden. Die wichtigsten dieser Seen sind die Laguna Grande, Laguna Chica, die Lagunas de los Claveles sowie die Laguna de los Pájaros. Unterhalb von 2.000 m stehen Kiefernwälder, in höheren Lagen überwiegen die Rasen und Sträucher des Hochgebirges. Der Naturpark ist nur über drei Wege zu erreichen, die alle am Cotos-Pass beginnen.